# Larry Clark
Larry Clark, właśc. Lawrence Donald Clark (ur. 19 stycznia 1943 w Tulsie) – amerykański reżyser, scenarzysta i producent filmowy, fotograf, autor książek i twórca teledysków.

## Życiorys
Urodził się w Tulsie w Oklahomie jako drugie z trojga dzieci. Clark był wrażliwym dzieckiem, które późno wchodziło w okres dojrzewania i mocno się jąkało.
Pierwsze doświadczenia w dziedzinie fotografii zdobył w latach szkolnych, kiicpedy pomagał matce w portretowaniu dzieci. Jego matka była wędrownym fotografem dla dzieci i Larry Clark od 13 roku życia pracował w rodzinnej firmie. Jego ojciec był menadżerem ds. sprzedaży objazdowej w Reader Service Bureau, gdzie sprzedawał książki i czasopisma „od drzwi do drzwi” i rzadko bywał w domu. W 1959 Clark zaczął wstrzykiwać swoim przyjaciołom amfetaminę.
W latach 1961–1963 studiował fotografię na Layton School of Art w Milwaukee w Wisconsin. W 1964 przeniósł się do Nowego Jorku, aby pracować jako freelancer, ale w ciągu dwóch miesięcy został powołany do United States Army. W latach 1964–1965 brał udział w wojnie w Wietnamie. Od początku lat 60. rozpoczął dokumentację życia swoich przyjaciół w Oklahomie między 1963 a 1971 rokiem. Zdjęcia z tamtego okresu ukazały się w książce fotograficznej Tulsa (1971). Miasto było tutaj znane z piosenki Gene’a Pitneya „Twenty Four Hours From Tulsa” z 1960, wszystkich wartości dobrego samopoczucia i różowego, amerykańskiego spojrzenia na życie, tymczasem wersja Clarka zmieniła ten obraz, przedstawiając bezlitosne używanie narkotyków, przemoc i czynności seksualne.
W latach 1976–1978 spędził 19 miesięcy w więzieniu za złamanie warunkowego zwolnienia, na które został skazany za strzelenie do znajomego w ramię podczas gry w pokera. W swoich niezwykle intensywnych i intymnych fotografiach Clark dokumentuje środowisko nastolatków eksperymentujących z narkotykami, przemocą i seksem. Jego kolejny album Teenage Lust (1983) to „autobiografia” przedstawiająca jego nastoletnią przeszłość poprzez obrazy innych; zdjęcia rodzinne, zażywanie narkotyków przez nastolatków, graficzne zdjęcia nastoletniej aktywności seksualnej i młodych męskich naciągaczy na Times Square w Nowym Jorku. Twórczość fotograficzna Clarka jest bardzo filmowa i stała się inspiracją filmu Gusa Vana Santa Narkotykowy kowboj (Drugstore Cowboy, 1989). W 1992 skonstruował fotograficzny esej zatytułowany The Perfect Childhood (Doskonałe dzieciństwo), w którym zbadano wpływ mediów na kulturę młodzieżową.
Stał się najbardziej znany ze swojego kontrowersyjnego filmu Dzieciaki (Kids, 1995), za który był nominowany do Independent Spirit Awards, Złotej Palmy i Złotej Kamery na 48. festiwalu w Cannes. Jego praca koncentruje się przede wszystkim na młodzieży, która przypadkowo angażuje się w nielegalne zażywanie narkotyków, seks z nieletnimi i przemoc, a także jest częścią określonej subkultury, jak na przykład surfing, punk rock czy skateboarding.

## Filmografia

### Filmy
- Dzieciaki (Kids, 1995)
- Następny dzień w raju (Another Day in Paradise, 1998)
- Zabić drania (Bully, 2001)
- Nastoletni jaskiniowiec (Teenage Caveman, 2002, TV)
- Ken Park (2002)
- Rockersi z South Central (Wassup Rockers, 2005)
- Destricted – segment „Impaled” (2006)
- Marfa Girl (2012)
- The Smell of Us (2014, Francja)
- Marfa Girl 2 (2018)[15]

### Teledyski
| Rok  | Tytuł          | Wykonawca   |
| ---- | -------------- | ----------- |
| 1993 | „Solitary Man” | Chris Isaak |